# Desafio Jovem Global
Desafio Jovem Global (em inglês:   Global Teen Challenge) é uma organização não governamental (ONG) internacional de ajuda humanitária cristã evangélica não-denominacional, cujo objetivo é ajudar jovens a sair de todos os tipos de dependências. Sua sede é em Columbus (Geórgia), Estados Unidos.

## História
O Desafio Jovem foi fundado em 1960 por David Wilkerson, pastor das Assembléias de Deus, em Nova York, nos Estados Unidos. 
 O primeiro programa residencial foi estabelecido em dezembro 1960, em uma casa de Brooklyn.  Em 1995, o Teen Challenge iniciou uma expansão internacional.  Em 2022, Défi Jeunesse teria mais de 1.400 centros de hospedagem em 129 países ao redor do mundo. 

## Programas
A organização oferece programas de reabilitação com duração geral de 12 meses para ajudar os jovens a sair de todos os tipos de dependências (alcoolismo, drogas, crime, prostituição, etc.). 